# Cwm (Blaenau Gwent County Borough)
Cwm ist ein Dorf und eine Community in der walisischen Principal Area Blaenau Gwent County Borough, das nach einer Schätzung aus dem Jahre 2017 2671 Einwohner in 1975 Haushalten hatte.

## Geographie
Cwm liegt wenige Kilometer südlich von Ebbw Vale und östlich von Abertillery am Ebbw Fawr River auf eine Höhe von knapp 210 Metern und hat eine Fläche von 0,482 Quadratkilometern.
| Tredegar     | Ebbw Vale           | Blaina      |
| New Tredegar | Kompass             | Abertillery |
| Bargoed      | Blackwood Newbridge | Llanhilleth |

## Geschichte

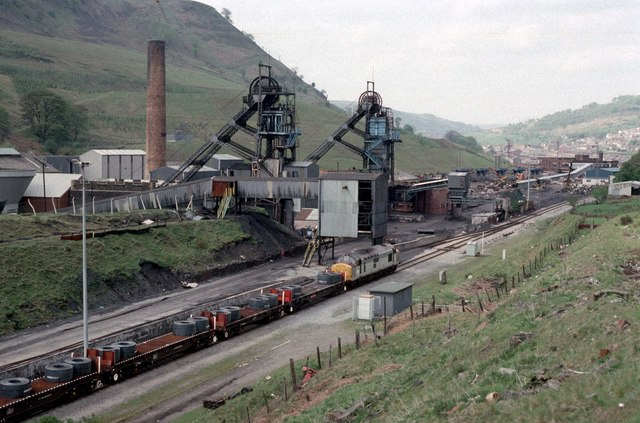
Die Marine Colliery im Mai 1989

Cwm ist ein alter Bergbauort. 1893 eröffnete die  Ebbw Vale Steel, Iron and Coal Company Ltd. knapp einen Kilometer südlich von Cwm die Marine Colliery, die 1913 2.407 Menschen beschäftigte. 1935 wechselte die Mine in den Besitz der Partridge, Jones & John Paton Ltd., bis sie 1947 verstaatlicht wurde. In den 1970er-Jahren wurde sie unterirdisch mit der Six Bells Colliery zusammengeschlossen, wobei die Förderung der Kohle über die Marine Colliery verlief. Die Marine Colliery war das letzte Untertagebergwerk der Ebbw Valleys, bis es sie im März 1989 schloss. Im Anschluss daran verarmte die Region mangels eines alternativen Plans für die Region.

## Infrastruktur
Mit dem an der Cemetery Road gelegenen Cwm Cemetry hat Cwm einen eigenen Friedhof. Im Dorf halten insgesamt zwei Buslinien, die einerseits zwischen Ebbw Vale und Abertillery und anderseits zwischen Brynmawr und Garn Lydan verlaufen.
Die 1859 in einem einfachen, gotischen Stil erbaute  Thirzah Baptist Chapel wurde 1917 in einem Feuer zerstört und wieder aufgebaut.

## Persönlichkeiten
- John Quantick (1909–1972), Fußballspieler
- Ron Burgess (1917–2005), Fußballspieler und -trainer
- Victor Spinetti (1929–2012), Film- und Theaterschauspieler
- Mark Williams (* 1975), Snookerspieler und dreifacher -weltmeister